# Zapora Rossens

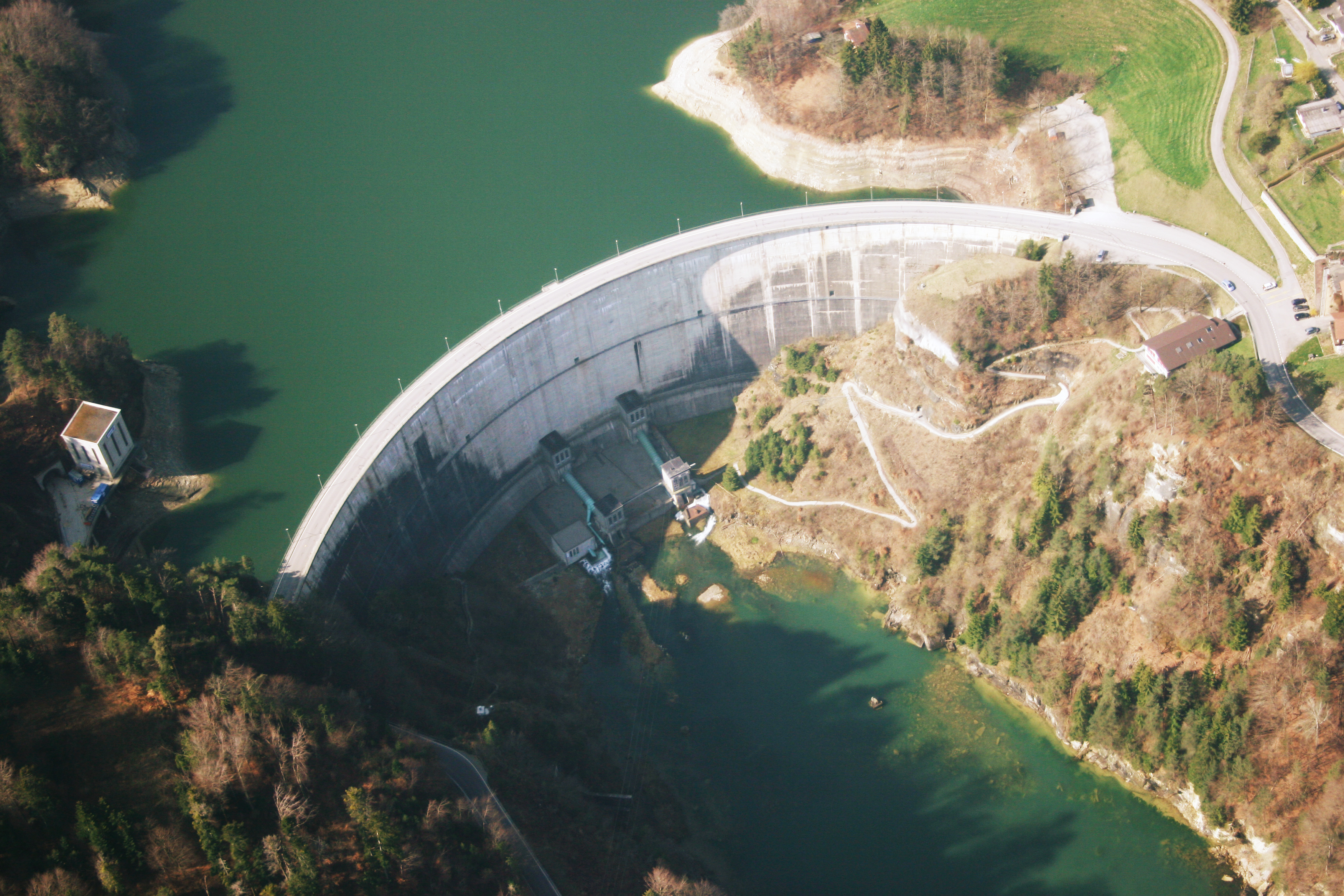
Zapora Rossens

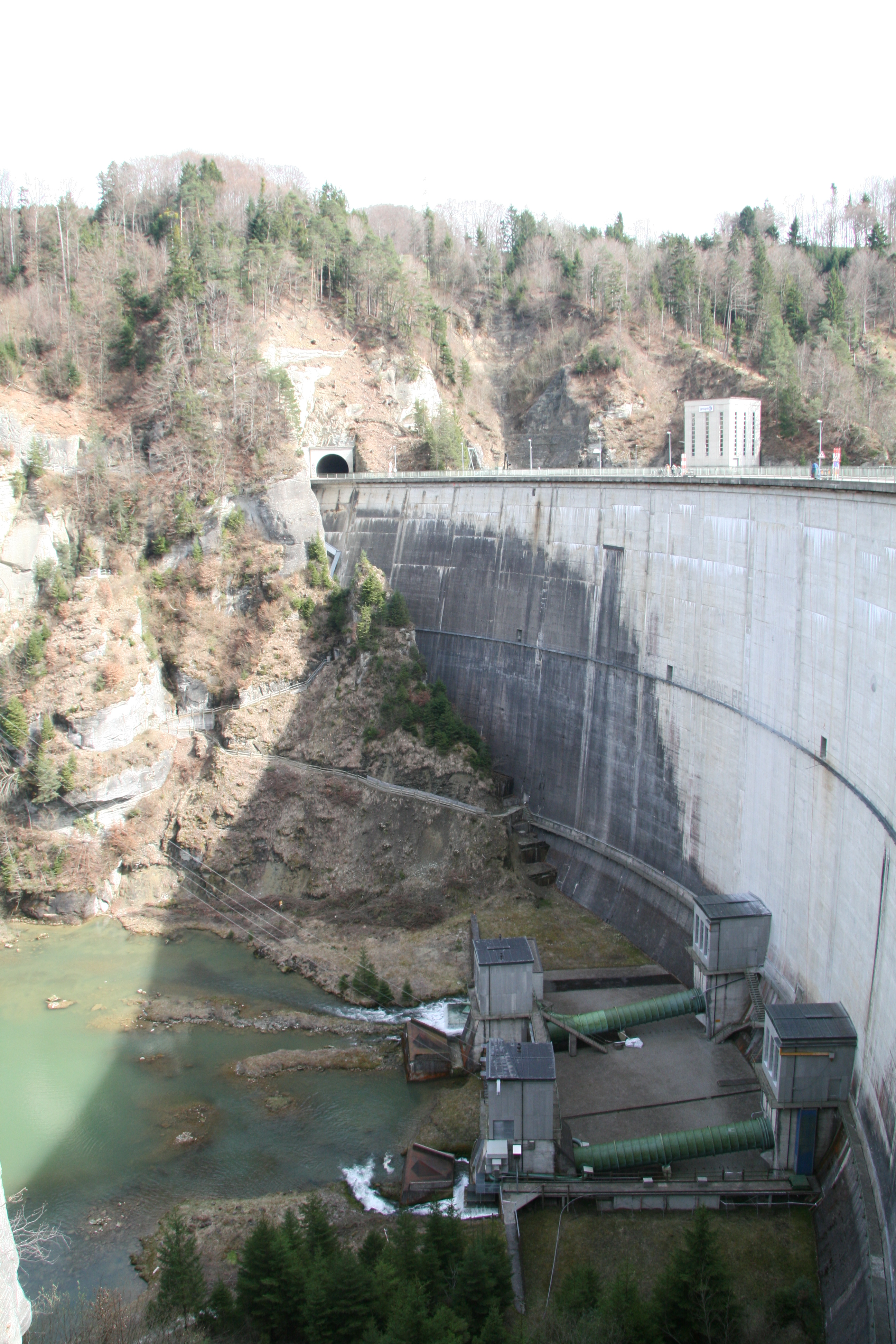
Mur zapory od strony dolnej wody

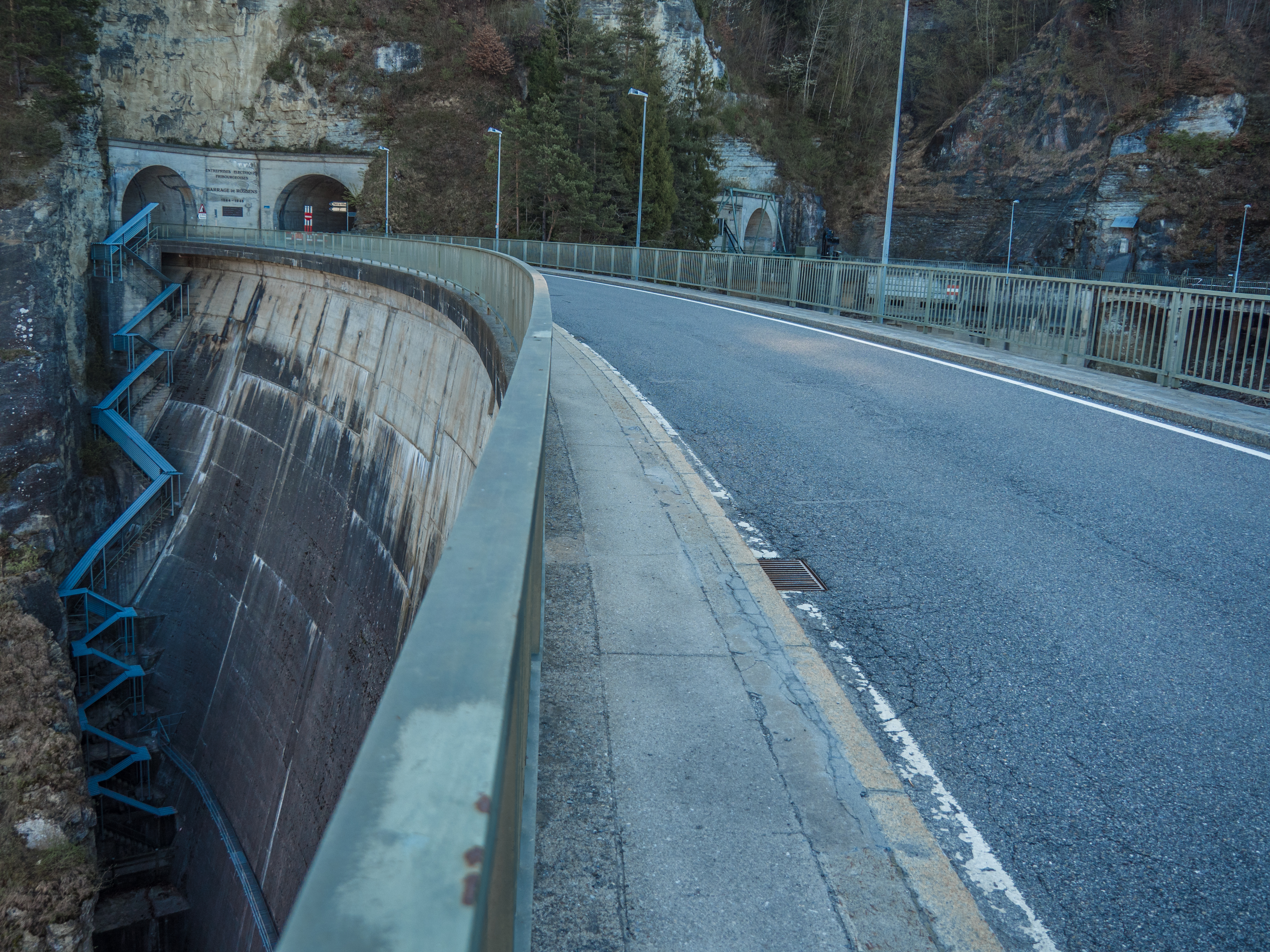
Droga jezdna na koronie zapory

Zapora Rossens (fr. Barrage de Rossens) – zapora wodna wzniesiona na rzece Sarine w zachodniej Szwajcarii, w kantonie Fryburg. Po jej wybudowaniu powstało jezioro zaporowe zwane Lac de la Gruyère (niem. Greyerzersee). Właścicielem zapory i związanej z nią hydroelektrowni jest Groupe E SA.

## Położenie
Zapora została wybudowana w środkowym biegu Sarine, pomiędzy leżącą na lewym brzegu miejscowością Rossens (okręg Sarine)) a leżącą na brzegu prawym miejscowością Pont-la-Ville (okręg Gruyère). Leży ok. 10 km na południe od Fryburga.

## Historia budowy
Pierwszy projekt budowy zapory w celu wyzyskania potencjału hydroenergetycznego rzeki Sarine powstał już w 1919 r. Od początku rodził on liczne kontrowersje, związane m.in. z koniecznością zmiany sieci drogowej oraz przesiedlenia sporej liczby ludności, zwłaszcza zalania osiedla Pont-en-Ogoz. Po jego wielokrotnych modyfikacjach oraz kilkuletnim opóźnieniu rozpoczęcia prac, spowodowanym wybuchem II wojny światowej, zaporę zbudowano w latach 1944-1948 pod kierunkiem inżyniera Henri Gicota. Ukończenie napełniania wodą zbiornika i uruchomienie instalacji hydroenergetycznych miało miejsce wiosną 1948 r.

## Charakterystyka
Zapora Rossens jest zaporą łukową, żelbetonową. Korona zapory znajduje się na wysokości 679 m n.p.m. Długość korony wynosi 320 m, a wysokość maksymalna 83 m. Objętość muru zapory to 250 000 m³. Zapora posiada dwa upusty denne o przepustowości 150 m³/s każdy, upust pośredni o przepustowości 275 m³/s oraz upusty przelewowe o wydajności 355 m³/s. Koroną zapory biegnie droga jezdna.
Bezpośrednio przy zaporze zainstalowano w 1975 r. turbozespół z turbiną Francisa o mocy 710 kW (przepływ nominalny 1,092 m³/s), a w 2004 r. drugi turbozespół z turbiną Francisa o mocy 1700 kW (przepływ nominalny 2,834 m³/s).
Elektrownia wodna Hauterive, położona znacznie niżej w dolinie Sarine, dysponuje mocą zainstalowaną 88 MW. Zasilana jest podziemną, betonową sztolnią o spadku (w zależności od poziomu wody w zbiorniku) 75–111 m. Zużywa rocznie od 700 do 1200 milionów m³ wody i produkuje średnio 280 000 MWh energii elektrycznej rocznie.